# ツルヨシ
ツルヨシ（蔓葦、学名:Phragmites japonica Steud.）はヨシに近い植物で、匍匐茎が地上を長く走る特徴がある。河川の上流域を中心に成育する。

## 特徴
ツルヨシは単子葉植物イネ科ヨシ属の植物である。同属のヨシに姿が非常によく似ているが、やや小型の植物である。はっきりした違いは、匍匐茎が地下でなく地表を走ることである。名前は蔓ヨシで、地上を這う匍匐茎を蔓と呼んだものである。なお、別名としてジシバリがあり、これは匍匐茎が這う様子を縄で地面を縛る、という風に見立てたものであるが、この名を持つ植物はキク科などにもあるのでややこしい。
背丈は最大では3mに達するが、1.5-2m程度のことが多く、50cm位で穂を出すこともある。特に渓流域ではさほど背が伸びない。地下に根茎があって数本の茎を立てるが、横に走る匍匐茎をよく伸ばす。
茎は真っ直ぐに立ち、多数の節がある。茎の葉は長さ10-30cm、幅は2-3cm、長楕円形で扁平、葉先は長くとがる。また葉質は硬く、縁は強くざらつく。葉はやや白っぽい緑色でつやがない。葉鞘は白く粉を吹き、全体に汚れた紫を帯び、特に先端近くが赤く染まることが多い。これは全体に緑であるヨシとの違いの一つでもある。

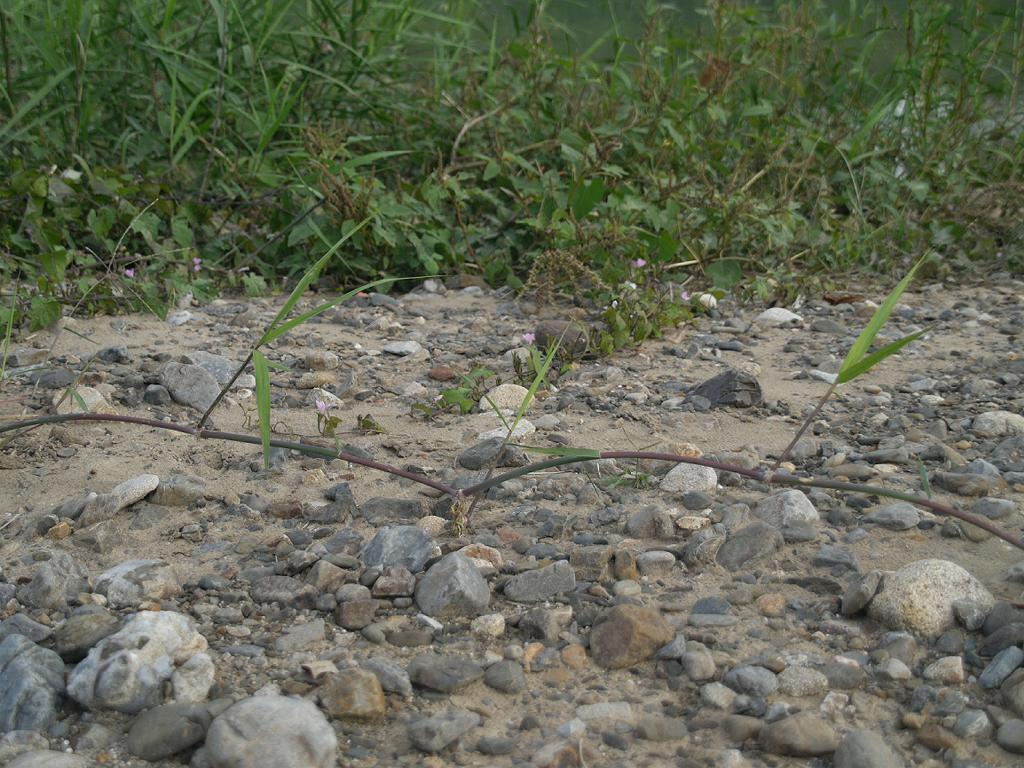
地上を伸びる匍匐茎

匍匐茎は最初は普通の茎のようでやや斜めに出て、それから横に倒れるようにして地表や水中を伸びて、長さ3-5mにも達する。節ごとに小さいながら葉がつき、その葉鞘の基部には白い毛が密生する。また節ごとにくの字型に曲がっている。この匍匐茎の先端や途中の節からも根を下ろして芽を出し、新たな株を作る。
花は八月以降に出る。茎の先端から出る花序は長さ30cmほどで、直立して先端はしだれる。ヨシに似るがやや小さいのが普通。小穂は長さ8-12mm、ヨシより一回り小さい。小穂は褐色を帯びる。果実が熟すと綿毛が見えるようになる。

### 小穂について
この類の小穂は数個の小花を含む。その内の一番下の小花は雄性で、他は両性。小花の基部にはわずかに柄の様になっていて、ここから綿毛が多数伸びる。果実が熟したときには小花ごとに脱落し、花柄には包穎だけが残る。ツルヨシの場合、包穎が最下の小花の護穎の半分かそれをやや超える点で、半分に達しないヨシと区別される。

## 生育環境など
河川の水際の日なたに生える。泥でなく、砂地の河原があるところに生える。主として下流域に生えるヨシよりは上流に偏って分布し、ほとんど渓流域にまで出現する。よくネコヤナギなどと一緒に生えている。水際から浅い水中に大きな群落を作り、そのような場所では優占種となる。なお、周辺の止水や湿地にも出ることがある。

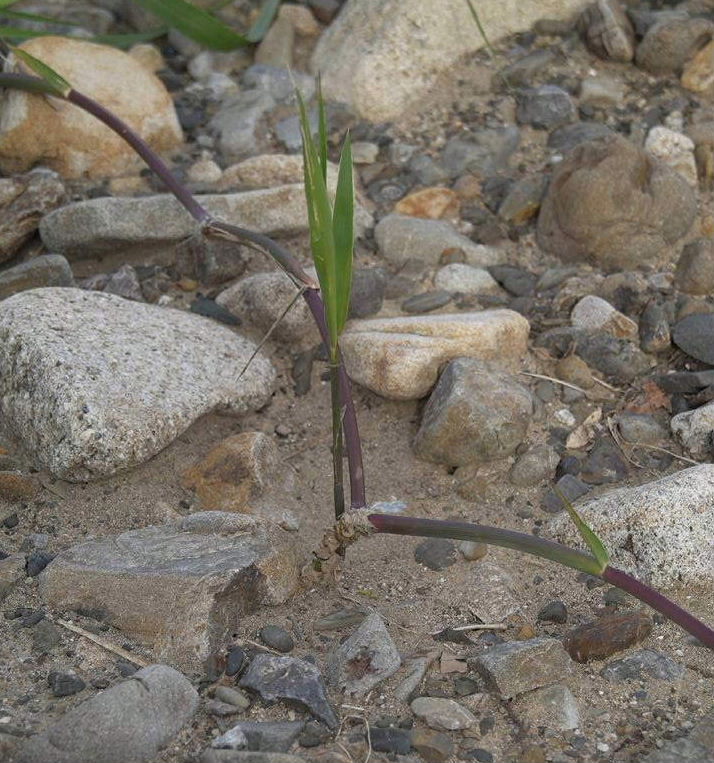
匍匐茎から出る芽・地下に茎が伸びている

匍匐茎は陸にも水中にも伸び、群落を広げる役割をする。節から根を下ろすと、そこからタケノコの小さいのみたいな芽が伸び、次第に複数の茎が出て、それと共に多数の根が伸びて株を定着させるが、さらに地下に向けて真っ直ぐに地下茎が伸び、より深いところで根を出すので、さらに株を安定させるようになる。
下流域のヨシ原のような広い群落は作らないが、それなりに密生した群落を作るから、小鳥の隠れ家ともなるし、根元はヌマエビ類や水生昆虫などのよい住みかとなる。渓流に於いても、その根本は水がよどむから、流れてくる落葉も集まり、比較的遊泳力の弱い水生昆虫などが集まってみられる。

## 分布
本州（下北半島の山間部）から沖縄諸島まで知られる。国外では国後島、朝鮮半島、中国、台湾、シベリア極東域に分布する。タイプ産地は日本。

## 類似種など
ヨシがあまりにも有名なため、ツルヨシもヨシと同一視されていることが多い。実際にヨシによく似ているが、以下の点で異なる。
- 地表を長く這い、葉身のある匍匐茎があること。ヨシの匍匐茎は地中を伸び、鱗片に包まれる。
- 匍匐茎と茎の節に白い毛を密生すること。
- 葉鞘の上部が赤く染まること。ヨシのそれは全体に薄い緑である。
- 小穂の第一包穎が第一小花の長さの半分を超えること。ヨシでは半分以下である。

普通はツルヨシがヨシより一回り背が低いのですぐにわかるが、中流のやや砂の細かいところや、川の周辺の止水にでる場合など、ヨシとそっくりの姿になることもある。その場合も上記のような細部では区別できる。
また、冠水にも強く、葉の基部がややすんなりしている点などは、渓流植物の特徴とも共通するもので、より水流の早い生育地への適応ともとれる。長く匍匐茎をのばす性質も、より基盤の不安定な環境への適応と見られるかも知れない。大水などで群落の一部が失われた場合にも、すぐに蔓を伸ばして群落を広げるのが見られる。

## 利害
茎はヨシと同じように利用されるが、背丈は低いので利用先は限定される。

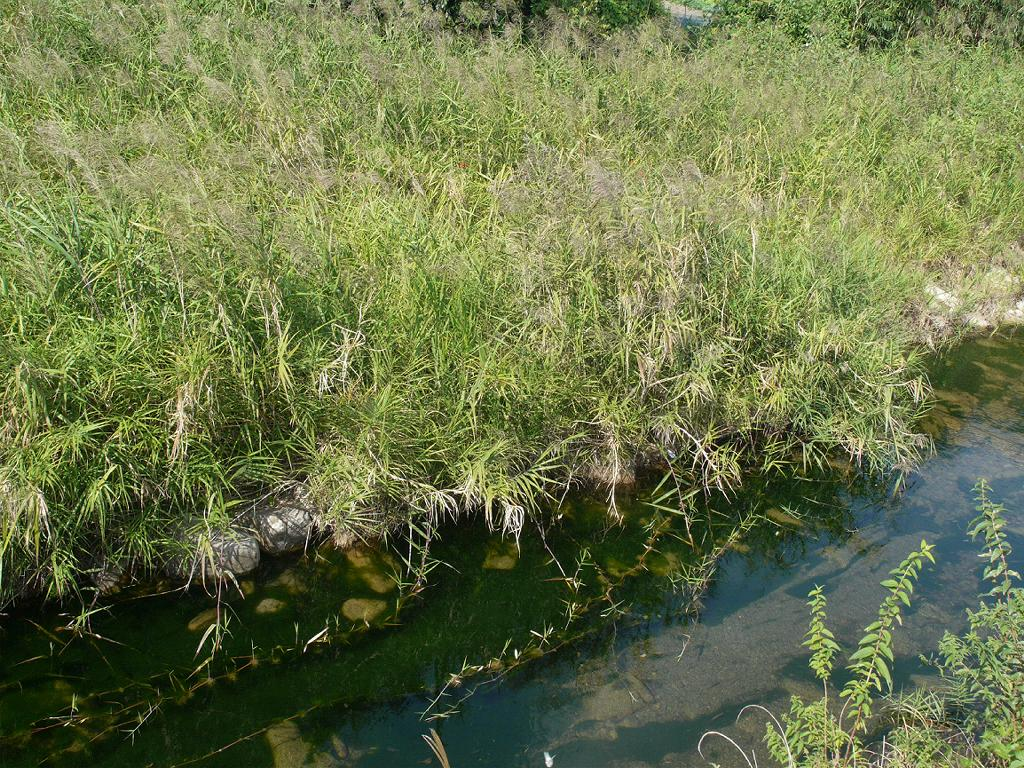
上流域の河原の群落・水中にも匍匐茎が伸びる

むしろ河川に於いては川原を安定させる植物として重要である。多自然型の堤防やビオトープ施設の構成などにも利用される。成育環境の幅が広く、また成長も早いためにこのような目的では優れている。また、水質浄化の働きも期待される。
しかし、規模の小さいビオトープ施設では、その繁殖に手を焼く場合もある。素早く広がる上に、茎と根を深く水底の内部に下ろすので、刈っただけでは退治できず、しかも引っこ抜くのも困難であり、あっという間に背丈より高いツルヨシの群落に覆われることがありがちである。